# Evergreen (Colorado)
Evergreen és una població dels Estats Units a l'estat de Colorado. Segons el cens del 2000 tenia 9.216 habitants.

## Demografia
Segons el cens del 2000, Evergreen tenia 9.216 habitants, 3.591 habitatges, i 2.689 famílies. La densitat de població era de 307,3 habitants per km².
Dels 3.591 habitatges en un 36,1% hi vivien nens de menys de 18 anys, en un 65,6% hi vivien parelles casades, en un 6,5% dones solteres, i en un 25,1% no eren unitats familiars. En el 19,2% dels habitatges hi vivien persones soles el 3,5% de les quals corresponia a persones de 65 anys o més que vivien soles. El nombre mitjà de persones vivint en cada habitatge era de 2,56 i el nombre mitjà de persones que vivien en cada família era de 2,94.
Per edats la població es repartia de la següent manera: un 25,9% tenia menys de 18 anys, un 4,6% entre 18 i 24, un 29,6% entre 25 i 44, un 31,7% de 45 a 60 i un 8,2% 65 anys o més.
L'edat mediana era de 41 anys. Per cada 100 dones de 18 o més anys hi havia 96,6 homes.
La renda mediana per habitatge era de 79.380 $ i la renda mediana per família de 88.589 $. Els homes tenien una renda mediana de 62.917 $ mentre que les dones 37.392 $. La renda per capita de la població era de 36.654 $. Entorn del 2,3% de les famílies i el 3% de la població estaven per davall del llindar de pobresa.

## Poblacions més properes
El següent diagrama mostra les poblacions més properes.